# アンドレア・デル・サルト

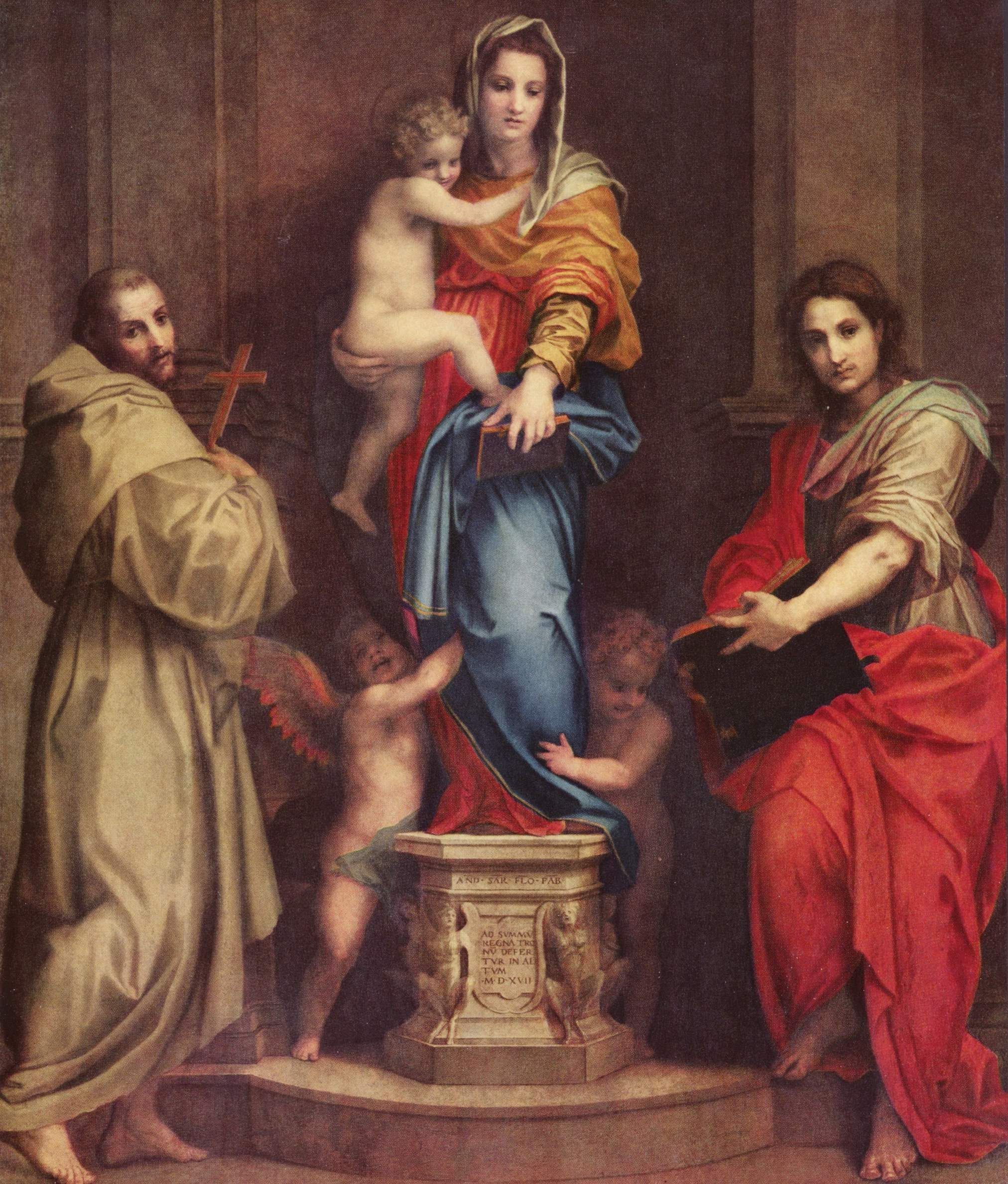
『ハルピュイアの聖母』 (1517年)　ウフィツィ美術館

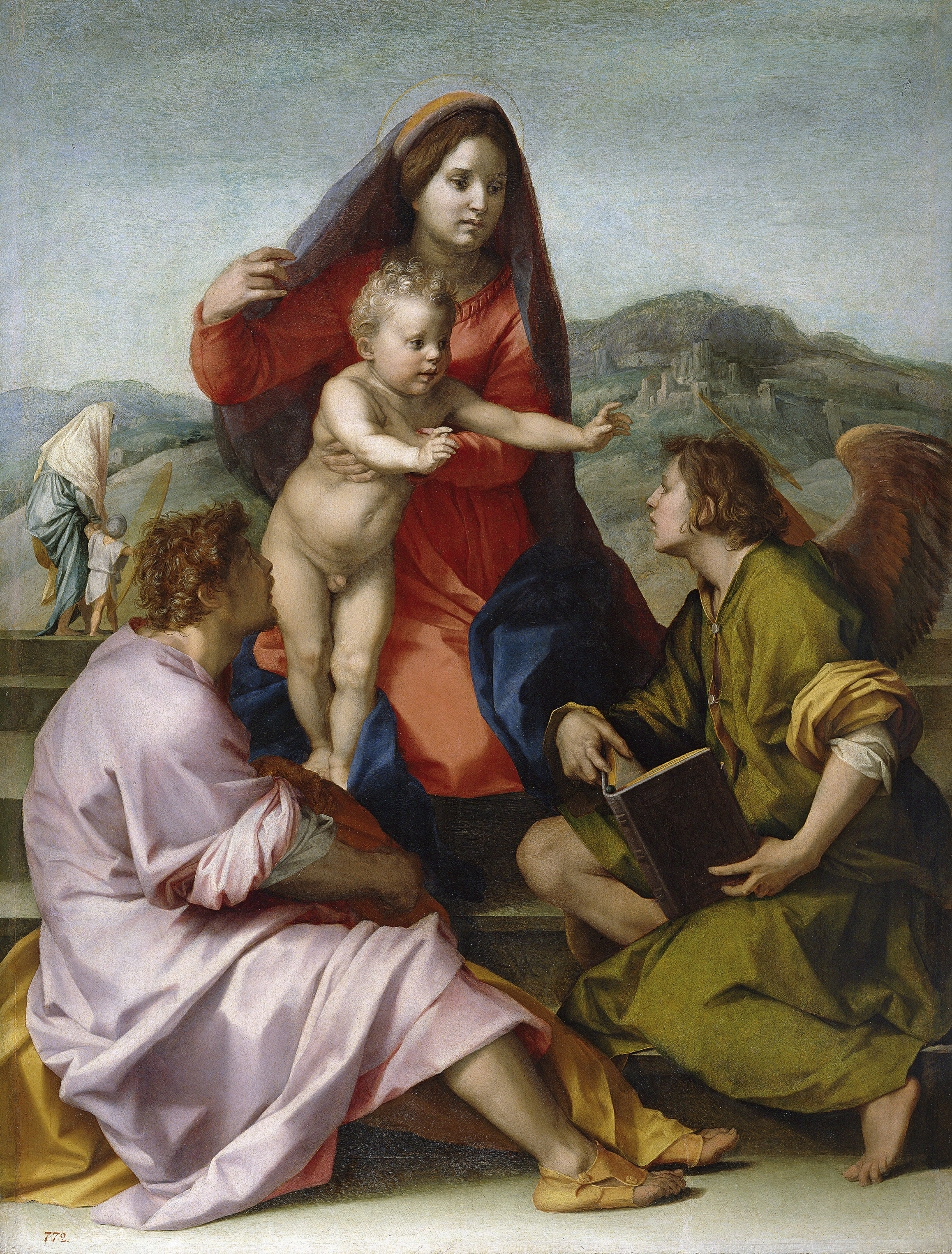
『階段の聖母』 (1522-1523年) プラド美術館

アンドレア・デル・サルト（Andrea del Sarto, 1486年7月16日 - 1530年9月29日）は、ルネサンス期のイタリアの画家、金細工師。

## 概要
本名はアンドレア・ダニョーロ・ディ・フランチェスコ（Andrea d'Agnolo di Francesco） 。イタリアのゴシック期、ルネサンス期の画家には、もっぱら通称で呼ばれる者が多いが、彼もその1人で、「アンドレア・デル・サルト」は「仕立て屋のアンドレア」の意である。ミケランジェロやラファエロらがローマで華々しく活躍していたのと同じ頃、フィレンツェの美術の伝統を守っていた画家である。
1486年、フィレンツェに生まれ、徒弟時代はフィレンツェ派の巨匠の一人であるピエロ・ディ・コジモに師事する。1518年から翌年にかけてフランス王フランソワ1世に招かれ、フォンテーヌブローへ赴いた。代表作である『ハルピュイアの聖母』には、安定した三角形構図（中央の聖母の頭部と、両脇の聖人の頭部を結んだ線が三角形をなす）、甘美な色彩、レオナルド・ダ・ヴィンチの影響が見られるスフマート（もやのかかったように表す描法/霧状効果）技法などの、アンドレアの画風の特色が見られる。アンドレアの弟子からはポントルモ、ロッソ・フィオレンティーノなど、次世代のマニエリスム絵画を担う画家が出ている。

## 代表作
- 『聖フィリッポの死』（1510年）（「聖フィリッポ・ベニッツィの生涯」の連作、フィレンツェ、サンティッシマ・アンヌンツィアータ聖堂前庭回廊）
- 『少年としての洗礼者聖ヨハネ』（フィレンツェ、パラティーナ美術館）
- 『聖母子と幼児の洗礼者ヨハネ』（1514年）（ローマ、ボルゲーゼ美術館）
- 『ハルピュイアの聖母』（1517年）（フィレンツェ、ウフィツィ美術館）
- 『若い男性の肖像』（1517-1518年）（ロンドン・ナショナル・ギャラリー）
- 『パッセリーニの聖母被昇天』（1526年）（フィレンツェ、パラティーナ美術館）
- 『階段の聖母』 (1522-1523年)（マドリード、プラド美術館）
- 『聖家族と幼児洗礼者聖ヨハネ』（1530年頃）（ニューヨーク、メトロポリタン美術館）

## 作品解説
- 『アンドレア・デル・サルト．マニエリスムへの流れ』　セレーナ・パドヴァーニ

甲斐教行訳、東京書籍〈イタリア・ルネサンスの巨匠たち.26〉、1996年-小冊子・絶版『アンドレア・デル・サルト』　アントニオ・ナターリ／アレッサンドロ・チェッキ
宮田克人訳、京都書院〈カンティーニ美術叢書4〉、1995年-大著・絶版